# 레드 (포켓몬스터 스페셜)
레드는 포켓몬스터 스페셜의 등장인물이다. 태초 마을에서 나고자란 트레이너로서 오박사를 통해 포켓몬을 모으기 위한 여행을 시작 한다. 여행과정에서 11살의 어린나이로 로켓단을 물리치고 포켓몬 리그전에서 우승하는 아주 우수한 트레이너이다.또,모든 포켓몬을 잡았고,메가진화도 가능하다.라이벌로는 같은 마을 출신인 그린이 있으며, 그린은 오박사의 손자이다.레드는 리자몽,그린은 거북왕이다.